# Federico Insúa
Federico Insúa, genannt El Pocho (* 3. Januar 1980 in Buenos Aires), ist ein ehemaliger argentinischer Fußballspieler.

## Karriere
Der beidfüßige Spielmacher war in der Jugend für Vélez Sarsfield, Club Parque und Argentinos Juniors aktiv. Am 18. November 1997 gab er sein Erstligadebüt in der Primera División für Argentinos Juniors gegen Independiente. Bis zum Winter 2001/02 machte er in 35 Meisterschaftsspielen zehn Tore. Während der Saison 2001/02 (Winterpause) verließ er diesen Verein und ging zu Independiente. In zwei Spielzeiten absolvierte er 57 Meisterschaftsspiele, in denen er 19 Mal als Torschütze erfolgreich war. Er gewann mit seinem Verein die Apertura-Meisterschaft 2002.
Zur Saison 2003/04 wechselte Insúa auf Leihbasis nach Europa und unterschrieb beim spanischen Erstligisten FC Málaga. Dort absolvierte er 31 Meisterschaftsspiele in der Primera División und erzielte dabei drei Tore. Nach Ablauf der Ausleihfrist kehrte er nach Südamerika zu Independiente zurück. In seiner letzten Saison bei diesem Verein gelangen ihm in 35 Meisterschaftsspielen neun Tore.
Zur Saison 2005/06 wechselte Insúa für eine Ablösesumme von ca. 2,8 Mio. US-Dollar zu Boca Juniors und wurde mit ihnen argentinischer Meister sowohl der Apertura- als auch der Clausura-Saisonhälfte. Insúa steuerte hierzu in 37 Meisterschaftsspielen elf Tore bei.
Zur Saison 2006/07 wechselte Insúa für geschätzte 4,5 Millionen € in die Fußball-Bundesliga zu Borussia Mönchengladbach und damit zum zweiten Mal in seiner Karriere nach Europa, womit er der bis dahin teuerste Einkauf der Gladbacher Vereinsgeschichte wurde. Am 3. Februar 2007 erzielte er beim Auswärtsspiel in Bielefeld sein erstes Bundesligator für Mönchengladbach. Die hohen Erwartungen konnte er jedoch nicht erfüllen, weshalb die Borussia am 21. Juni 2007 den Verkauf von Insúa bekannt gab. Der Mittelfeldspieler wechselte für etwa 4,2 Millionen € nach Mexiko zu CF América. Zu Beginn des Jahres 2009 wurde er innerhalb der mexikanischen Liga für sechs Monate an Necaxa verliehen. Dort konnte er allerdings den Abstieg des Vereins nicht verhindern. Zur neuen Saison wurde Insua erneut verliehen. Diesmal zu seinem ehemaligen Verein Boca Juniors. Federico Insúa wechselte zur Saison 2010/11 abermals in den UEFA-Raum und heuerte beim damaligen türkischen Meister Bursaspor an. Zum Beginn des Jahres 2012 wechselte er zurück nach Argentinien und spielte wieder für CA Vélez Sársfield. Nach einer erneuten Rückkehr zu Indepediente und einer Station in Kolumbien bei Millonarios FC (2015) ließ er seine Karriere 2016 bei seinem Heimatklub Argentinos Juniors ausklingen.
Federico Insúa absolvierte 14 Länderspiele für die argentinische Fußballnationalmannschaft. Sein Debüt gab er am 31. Januar 2003 bei einem Freundschaftsspiel gegen Honduras. Sein letztes Länderspiel war ein Freundschaftsspiel gegen Jamaika am 11. Februar 2010 in Mar del Plata.